# Ольшанка (Долгоруковский район)
Ольша́нка — деревня Дубовецкого сельского поселения Долгоруковского района Липецкой области.

## Название
Законом Липецкой области от 11 ноября 2015 года № 463-ОЗ Ольшанка (Долгоруковский район) переименована в Ольшанку.

## География
Деревня Ольшанка находится в юго-западной части Долгоруковского района, в 10 км к западу от села Долгоруково. Располагается на левом берегу небольшой запруды в среднем течении реки Ольшанец.

## История
Ольшанка впервые упоминается в «Экономических примечаниях Елецкого уезда» 1778 года: «в 1770-е годы помещик П. С. Яковлев купил в межевой канцелярии землю на реке Мокром Ольшанце и поселил на ней две деревни: Ольшанку и Богатые Плоты». Ольшанка получила название по речке, а речка — по ольховым кустам.
В «Списке населенных мест» Орловской губернии 1866 года, отмечена как «деревня владельческая Ольшанка (Новопоселённая Ольшанка) при колодцах, 36 дворов, 402 жителя».
В начале XX века ольшанцы состояли в приходе Успенской церкви села Дубовец.
В переписи населения СССР 1926 года отмечается 78 дворов, 340 жителей. В 1932 году упоминается как деревня «Ольшанка Первая (Щербачёвка)», в ней 413 жителей..
Во время Великой Отечественной войны Ольшанка была оккупирована гитлеровцами.
3 декабря 1941 года подразделения 134-й пехотной дивизии вермахта, захватили ряд населенных пунктов севернее Тербунов, в том числе Ольшанку, отбросив силы 6-й дивизии Красной армии к Долгоруково.
В ходе Елецкой наступательной операции 10 декабря 1941 года Ольшанка была освобождена.
В 1928 году Ольшанка вошла в состав Долгоруковского района Елецкого округа Центрально-Чернозёмной области. После разделения ЦЧО в 1934 году Долгоруковский район вошёл в состав Воронежской, в 1935 — Курской, а в 1939 году — Орловской области. С 6 января 1954 года в составе Долгоруковского района Липецкой области.

## Население
| 2010 |
| ---- |
| 34   |

## Транспорт
Ольшанка связана грунтовыми дорогами с деревнями Красотыновка и Гущин Колодезь, хутором Бакеевский и селом Дубовец.